# Orthetrum abbotti
Orthetrum abbotti – gatunek ważki z rodziny ważkowatych (Libellulidae). Występuje w Afryce Subsaharyjskiej (gdzie jest szeroko rozprzestrzeniony), na Madagaskarze oraz w południowej części Półwyspu Arabskiego; izolowana reliktowa populacja występuje nad Morzem Martwym.
W RPA imago lata od listopada do końca maja. Długość ciała 36–37 mm. Długość tylnego skrzydła 26–26,5 mm.